# Lu (stat)
Lu (traditionell kinesiska: 魯, förenklad kinesiska: 鲁, pinyin: Lǔ) var en stat i det antika Kina under Zhoudynastin. Den grundades på 900-talet f.Kr. och dess härskare använde Ji som sitt familjenamn. Den förste hertigen var Ji Boqin, son till Ji Dan, Zhous dåvarande premiärminister. 
Landets huvudstad låg i Qufu och dess territorium utgjorde i huvudsak de centrala och sydvästra delarna av nuvarande Shandongprovinsen. Det gränsade i norr till den mäktiga staten Qi och i söder till det mäktiga Chu. Trots att en invasion av Qi slogs tillbaka i slaget vid Changshao 684 f.Kr. hade landet börjat sin nedgång under vår- och höstperioden. Lu politiska makt delades så småningom mellan de tre mäktiga jordägarna Jisun, Mengsun och Shusun. Lu annekterades 256 f.Kr. av staten Chu.
Lu var Konfucius hemland. Vår- och höstannalerna skrevs ner för att dokumentera Lus historia och ett annat känt verk om kinesisk historia, Zuo Zhuan (Zuos annaler) skrevs också i Lu.